# Rijekas stadshus
Rijekas stadshus, lokalt kallat Stadshuset (kroatiska: Gradska vijećnica, italienska: Municipio cittadino) eller Stadsledningens hus (Zgrada Gradskog poglavarstva), är ett stadshus i Rijeka i Kroatien. Det uppfördes under den österrikisk-ungerska administrationen åren 1912–1914 och är beläget centralt vid stadens huvudgata Korzo. Stadshuset är säte för Rijekas stadsledning och byggnaden är en av de mer framträdande vid Korzo och i den centrala delen av staden.

## Arkitektur och historik
Byggnaden som idag tjänar som Rijekas stadshus uppfördes ursprungligen för att rymma den lokala sparbanken. Under mellankrigstiden köptes byggnaden av italienska Banco di Roma.
Byggnadens fasad och yttre dimensioner utformades av den lokale arkitekten Bruno Slokovich (1883–1974) som var aktiv i både sin hemstad och i Trieste. På uppdragsgivarens begäran utformade Slokovich en framträdande byggnad som representerade olika italienska arkitekturstilar. Stadshusets interiör och inre utformning tillskrivs Messinger-bröderna och Ernest Fratriscevits från Budapest.
Rijekas stadshus har fem våningar och dess area uppgår till drygt 4 000 kvadratmeter. Fasaden är i sten och tegel och på 1960-talet fick den en påbyggnation.